# Association olympique d'Antigua-et-Barbuda
L'Association olympique d'Antigua-et-Barbuda (en anglais, The Antigua and Barbuda Olympic Association) est le comité national olympique d'Antigua-et-Barbuda créé en 1966 et reconnu par le Comité international olympique en 1976.